# Phelsuma nigristriata
Phelsuma nigristriata är en ödleart som beskrevs av  Meier 1984. Phelsuma nigristriata ingår i släktet Phelsuma och familjen geckoödlor. IUCN kategoriserar arten globalt som sårbar. Inga underarter finns listade i Catalogue of Life.